# Tatort: Wegwerfmädchen
Wegwerfmädchen ist ein Fernsehfilm aus der Kriminalreihe Tatort der ARD, des SF und des ORF. Der Film wurde vom Norddeutschen Rundfunk produziert und am 9. Dezember 2012 erstmals ausgestrahlt. Es handelt sich um die 853. Tatort-Folge; für Kriminalhauptkommissarin Charlotte Lindholm (Maria Furtwängler) ist es ihr 20. Fall. Der Fall findet seinen endgültigen Abschluss erst mit der 854. Tatort-Folge Das goldene Band.

## Handlung
Hübsche junge Mädchen in historischen Kostümen lachend auf einer Party. Plötzlich wird eines der Mädchen weggerissen, ihr Versuch, sich an eines der anderen Mädchen zu klammern, scheitert. Man zieht es in einen Nebenraum, eine Spritze wird aufgezogen. Später wirft ein Mann mit einem Kapuzenshirt zwei Müllsäcke in ein Müllauto, das mit offener Ladefläche am Straßenrand parkt. Im Morgengrauen schält sich ein Mädchen mit deutlichen Spuren von Misshandlungen aus einem Müllberg und ruft verzweifelt den Namen „Greta“.
Kriminalhauptkommissarin Charlotte Lindholm wird gerufen: Ein Mädchen wurde tot auf eben jener Müllkippe gefunden. Staatsanwalt von Braun wollte unbedingt, dass das LKA Hannover den Fall übernimmt, da ihm daran liegt, dass hier so neutral wie möglich ermittelt wird. Am Handgelenk des toten Mädchens befindet sich ein goldenes Band. In der Nähe der Leiche findet Lindholm einen handgefertigten Schuh mit einer eingestanzten Nummer. Dieser stammt aus der Hannoverschen Staatsoper und gehörte zur Aufführung der Oper Così fan tutte. Wie sich herausstellt, ist die Rockergruppe „Hunnen“ in den Fall verwickelt. Die Kostüme der Mädchen sind an ein Etablissement verkauft worden, das deren Chef Uwe Koschnik gehört. Staatsanwalt von Braun verweist darauf, dass Koschnik ein mächtiger Mann in Hannover sei, der über ausgezeichnete Verbindungen bis in höchste Kreise verfüge, und dass es sehr schwierig sei, an ihn heranzukommen. Als Lindholm Koschniks Bar in Begleitung des Staatsanwalts aufsucht, treffen sie dort nur die Bardame Amber an.
Die Obduktion des toten Mädchens ergibt neben ihrem ungefähren Todeszeitpunkt, dass sie mehrfach vaginal und anal vergewaltigt worden ist. Sie war zuvor noch Jungfrau und wurde außerdem mit einem harten Gegenstand traktiert. Des Weiteren stand sie unter starkem Einfluss von Betäubungs- und Beruhigungsmitteln.
Larissa Pantschuk ist ein junges Mädchen, blutverschmiert, mit einem zerrissenen Opernkleid bekleidet. Sie konnte sich am frühen Morgen neben der Toten aus den Müllbergen befreien. In einem Kaufhaus tauscht sie – ohne zu bezahlen – ihr Opernkleid gegen normale Damenbekleidung und bricht beim Verlassen des Kaufhauses zusammen und wird ins Krankenhaus eingeliefert. Als ein junger Assistenzarzt den Chefarzt des Klinikums, Joachim Bohrmeister, informiert, dass das Landeskriminalamt wegen eines Sedativums angerufen habe, sieht dieser im selben Moment Larissa. Sofort setzt er sich telefonisch mit jemandem in Verbindung und teilt diesem mit, dass eines der Mädchen der vorigen Nacht bei ihm im Krankenhaus liege.
Der Assistenzarzt teilt Kommissar Belz, Lindholms Kollegen, mit, dass möglicherweise zwei Packungen Beruhigungsmittel fehlten; darüber werde aber nicht genau Buch geführt. Derweil taucht im Zimmer von Larissa ein Mann mit Kapuze auf, der ihr in der Nacht ein Beruhigungsmittel gespritzt hatte. Als Larissa ihn sieht, flüchtet sie entsetzt nach draußen. Dort wird sie fast mit einem Lieferwagen überfahren, jedoch im letzten Moment von einem Pfleger weggezogen. Lindholm nimmt sich der total verängstigten jungen Frau an. Ihr Befund ergibt, dass sie schon einmal entbunden hat. In Gegenwart einer Übersetzerin wird sie von Lindholm befragt. Als die Kommissarin ihr ein Foto des toten Mädchens zeigt, will sie schluchzend wissen, was „die Schweine“ mit ihr gemacht hätten. Einem Zusammenbruch nahe, muss sie erfahren, dass man das Mädchen tot auf einer Müllkippe gefunden habe. Gregor Claussen, ein prominenter Rechtsanwalt, betritt im selben Moment das Zimmer mit der Behauptung, Larissa sei seine Mandantin. Ihren Pass mit einem Touristenvisum weist er auch gleich vor. Verzweifelt versucht die Kommissarin zu verhindern, dass er Larissa mitnimmt, und da er keine Mandantenvollmacht vorweisen kann, gelingt ihr dies auch.
Bei der Toten handelt es sich um Larissas Cousine Greta. Larissa fühlt sich schuldig an ihrem Tod, weil sie ihre Cousine überredet hatte, zusammen mit acht weiteren Mädchen an einem Model-Wettbewerb teilzunehmen. In Hannover habe man sie in ein großes Haus gebracht, sie hätten schöne Kleider bekommen, es habe Musik und reichlich zu essen und zu trinken gegeben. Als man Larissa das Phantombild des „Kapuzenmannes“ vorlegt, bestätigt sie, dass das der Mann sei, der sie im Krankenhaus verfolgt habe, und auch der Mann, der ihr und ihrer Cousine Spritzen gegeben habe. Auf Lindholms Frage nach den Bändchen, die sie und Greta am Arm trugen, antwortet Larissa, dass Greta ein goldenes Bändchen bekommen habe, weil sie noch Jungfrau gewesen sei.
Jan Liebermann, Charlotte Lindholms neuer Freund, interviewt Hajo Kaiser, einen Immobilieninvestor, der sich aus ganz kleinen Verhältnissen hochgearbeitet hat, unter dem Vorwand, eine Biografie über ihn schreiben zu wollen. Später bespricht er sich mit seinem Chef Henning Brückner, dass er „mittendrin“ sei und bald auch die anderen kennenlernen würde. In einem Waldstück weist Uwe Koschnik Wolfram Littchen, den „Kapuzenmann“, gewalttätig zurecht. Unterwürfig liegt der vor ihm auf dem Boden und versucht sich zu rechtfertigen. Koschnik, dem der bedingungslos zu ihm stehende Mann noch nützlich sein kann, versteckt ihn erst einmal in einem Bauwagen im Wald. Wie sich herausstellt, gab es gegen Staatsanwalt von Braun ein Verfahren, das jedoch eingestellt wurde. Er soll sich mit einigen von Koschniks Mädchen eingelassen haben. Lindholm erwirkt einen Durchsuchungsbeschluss für Koschniks Etablissement, da inzwischen Littchens Beteiligung an der „Entsorgung“ der Mädchen bewiesen ist. Als ein Großaufgebot der Polizei zur Durchsuchung anrückt, lässt sich auch Koschnik sehen. Lindholm eröffnet ihm, dass gegen ihn wegen Menschenhandels und Prostitution mit Minderjährigen ermittelt werde. Während der Befragung wendet Koschnik sich provozierend an den Staatsanwalt und will wissen, was er denn zu Lindholms Vorgehen sage.
Am Abend lauert Koschnik von Braun auf und verlangt von ihm, dass er Lindholm zurückpfeife. Als dieser sein Ansinnen abzulehnen versucht, bricht er ihm die Hand und droht ihm, seiner Lieblings-Prostituierten Amber etwas anzutun. Am nächsten Morgen lässt von Braun Larissa zu Lindholms Missfallen in eine andere Wohnung bringen. Über ihren Vorgesetzten Bitomsky bringt sie die Adresse in Erfahrung. Als sie die junge Frau dort aufsucht und Larissa sie auf den Balkon bittet, wo sie Lindholm etwas zeigen wolle, fällt ein Schuss, der Larissa dank Lindholms Geistesgegenwart nur am Arm trifft. Koschnik stellt Littchen derweil die Aufnahme in den engeren Kreis der „Hunnen“ in Aussicht, wenn er ihm einen großen Gefallen tue.
Lindholm konfrontiert Staatsanwalt von Braun mit ihrer Annahme, dass Koschnik ihn in der Hand habe, und lässt ihn wissen, dass sie ihn wegen Vorteilsnahme und Amtsmissbrauch anzeigen werde. Inzwischen wurde von einflussreicher Seite organisiert, dass Larissas Vater aus Minsk eingeflogen worden ist. Zu ihrer Bestürzung muss die Kommissarin erfahren, dass er seine Tochter direkt aus dem Krankenhaus mitgenommen hat. Bei Lindholms Suche nach von Braun in der Oper sieht sie dort den Anwalt Gregor Claussen, Chefarzt Joachim Bohrmeister, Immobilieninvestor Hajo Kaiser und Bankier Corneley bei der Aufführung von La Traviata einträchtig beieinander. Eine spätere Suche nach von Braun endet damit, dass Lindholm ihn erhängt in seinem Dienstzimmer findet. Der zwischenzeitlich festgenommene Littchen will im Beisein seines Anwalts Claussen eine Aussage machen. Er gesteht die Tötung Gretas. Er habe die beiden Mädchen am Straßenrand stehen sehen und sie in seinem Auto mitgenommen. Als eine von ihnen laut rumgezetert habe, habe er zugeschlagen, zu fest, wie er jetzt wisse. Lindholm muss Littchens Geständnis so akzeptieren, auch wenn sich alles in ihr dagegen wehrt und alle bisherigen Ermittlungsergebnisse dem widersprechen. Auch ihr Vorgesetzter Bitomsky sagt ihr, dass sie keine andere Möglichkeit habe, zumal man auf Larissa als Zeugin nicht mehr zurückgreifen könne. Lindholm gibt den Fall daraufhin auf und geht nachhause, wo sie Jan Liebermann  besucht. 
Der Film endet mit zwei Einstellungen, die das weitere Schicksal der Frauen beleuchten. In Belarus sieht man einen Bus ankommen und Larissas Vater Viktor Pantschuk steigt aus. Der kleine Boris, offenbar Larissas Sohn, wird von ihm vertröstet, dass sie noch arbeiten müsse, ehe sie zurück käme. Nach einem Schnitt sieht man ein Mädchen, das trotz Gegenwehr eine Spritze verabreicht bekommt. Sie sinkt zusammen und wird in einen Frachtcontainer gezerrt, in der mehrere weitere Mädchen betäubt liegen. Die Türen schließen sich.

## Hintergrund

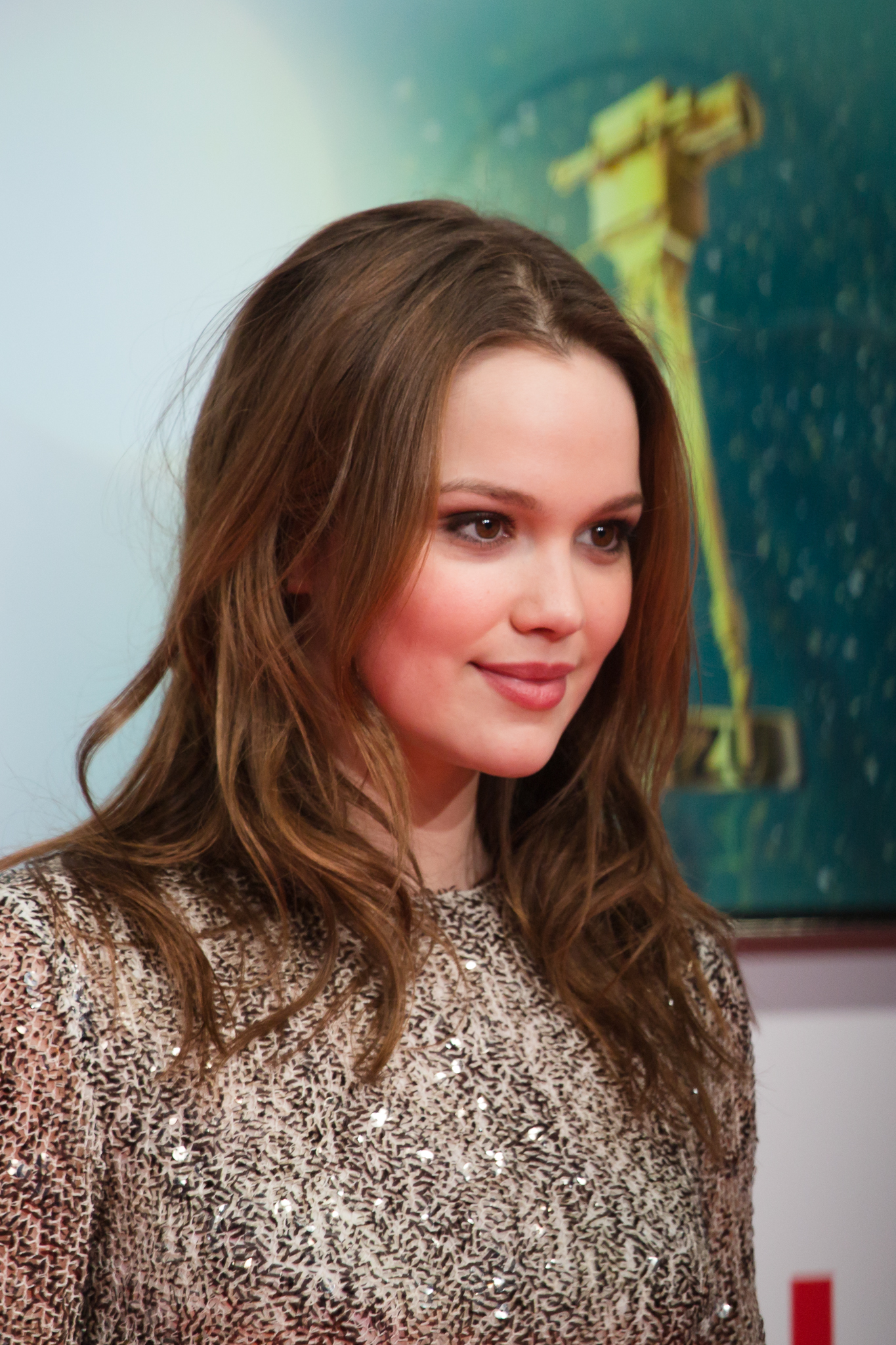
Emilia Schüle bei der Verleihung der Goldenen Kamera 2014 in Berlin

Die Dreharbeiten zu dieser Tatort-Folge starteten am 30. März 2012 in Hannover und dauerten bis zum 9. Juni 2012. Gedreht wurde in Hannover (u. a. im Verwaltungsgebäude der Nord/LB als fiktivem LKA-Gebäude) sowie in Berlin und in Polen. Die Erstausstrahlung erfolgte am 9. Dezember 2012 im Ersten bei der ARD. Es handelt sich hier um eine Doppelfolge des Tatorts, die ihren Abschluss mit der Folge 854 Das goldene Band findet. Dies ist erst die zweite Doppelfolge der Fernsehreihe nach Kinderland/Ihr Kinderlein kommet (MDR/WDR) der Ermittler Ballauf und Schenk/Saalfeld und Keppler aus April 2012.
Das Opernmotiv zieht sich durch den Film: Der Schuh, den man bei dem toten Mädchen findet, stammt aus der Oper Così fan tutte, zu deutsch „So machen es alle“. Als Charlotte Lindholm durch ein Opernglas die vier Männer in der Oper sieht, steht La traviata auf dem Programm - eine Oper, die den Absturz einer Edelprostituierten zum Inhalt hat. Auszugsweise hört man auch Musik aus dieser Oper.
Maria Furtwängler, die unterstützend am Drehbuch mitgearbeitet hat, äußerte in einem Interview, dass man mit diesem Tatort keine Parallelen zu realen Persönlichkeiten habe herstellen wollen, sondern dass es allein darum gegangen sei, „den Mechanismus an sich zu zeigen, der oft von selbstbewussten Männern ins Rollen gebracht werde.“
Für Nachwuchs-Schauspielerin Emilia Schüle galt die Rolle in diesem Film als wichtiger Karriereschritt.

## Rezeption

### Einschaltquoten
Die Erstausstrahlung von Wegwerfmädchen am 9. Dezember 2012 wurde in Deutschland insgesamt von 10,67 Millionen Zuschauern gesehen und erreichte einen Marktanteil von 28,4 % für Das Erste, in der Gruppe der 14- bis 49-jährigen Zuschauer konnten 3,42 Millionen Zuschauer und ein Marktanteil von 22,2 % erreicht werden. Damit wurde die bisherige Bestmarke für Tatorte aus Niedersachsen übertroffen: Bei der ersten Lindholm-Folge Lastrumer Mischung im April 2002 schauten 10,20 Millionen Zuschauer (28,9 % MA) zu.
In Österreich wurden 773.000 Zuschauer und 25 % Marktanteil erzielt.

### Kritik
In der Fernsehzeitschrift Hörzu wird die Höchstwertung Pfeil nach oben „großartig“ gegeben und weiter ausgeführt: „Der Fall ist gut recherchiert, das von allen Beteiligten mit Verve überzeugend umgesetzte Drehbuch selbstverständlich rein fiktiv.“ Die Fernsehzeitschrift Gong urteilt: „Komplexer Kiezkrimi zum Thema Zwangsprostitution“ und ergänzt „dicht erzählte Doppelfolge, die die Spannung über 180 Minuten hält und genügend Raum für die privaten Eskapaden der Kommissarin bietet.“ Es werden fünf („sehr gut“) von sechs („Spitzenleistung“) Punkten gegeben. Holger Gertz von der Süddeutschen Zeitung meint: „Beim Tatort sind sie im Moment schwer in der Experimentierphase, der NDR schickt Charlotte Lindholm vom LKA Hannover an zwei Sonntagen hintereinander auf die Strecke. […] Das wird vom Autor Stefan Dähnert und der Regisseurin Franziska Meletzky kühl und schnell erzählt, das Thema erlaubt keine Witzeleien, also ist Maria Furtwängler als Charlotte Lindholm - deren Gesicht sich auch keine Witzeleien erlaubt - die angemessene Ermittlerin.“ Bemängelt wird allerdings, „dass viele Autoren an der Idee festhielten, die Privatangelegenheiten der Kommissare müssten zwingend ins Drehbuch.“ […] Gertz kommt zu dem Schluss „Bei einem Thema wie diesem könnte man auf das Geplänkel drumherum leicht verzichten. Da wünschte man sich einen Kommissar wie früher Erik Ode, der kein Privatleben hatte.“ TV Spielfilm findet den Fall „Grimmig, glaubhaft und hoch spannend“ und gibt vier von fünf Sternen.